# چهارطاقی میرمظفر
بنای چهارطاقی میرمظفر مربوط به دوره ساسانیان است و در شهرستان خوشاب، بخش مشکان، روستای بابالنگر واقع شده و این اثر در تاریخ ۴ خرداد ۱۳۸۴ با شمارهٔ ثبت ۱۱۷۷۴ به‌عنوان یکی از آثار ملی ایران به ثبت رسیده است.